# Chaussin
Chaussin település Franciaországban, Jura megyében. Lakosainak száma 1576 fő (2022. január 1.). Chaussin Champdivers, Asnans-Beauvoisin, Gatey, Longwy-sur-le-Doubs, Peseux és Saint-Baraing községekkel határos.

## Népesség
A település népességének változása:
| Lakosok száma | 1282 | 1487 | 1587 | 1598 | 1678 | 1705 | 1630 | 1575 | 1563 | 1576 |
|               | 1968 | 1982 | 1990 | 2006 | 2013 | 2015 | 2017 | 2019 | 2020 | 2022 |